# Zalarnaca udovitshenkoi
Zalarnaca udovitshenkoi is een rechtvleugelig insect uit de familie Gryllacrididae. De wetenschappelijke naam van deze soort is voor het eerst geldig gepubliceerd in 2008 door Gorochov.